# Jacques Levainville
Jacques Levainville (né le 18 avril 1869 à Paris, mort le 20 janvier 1932 à Paris) est un géographe et historien français.

## Biographie
Jacques Levainville entre à Saint-Cyr le 26 octobre 1888. Il est nommé sous-lieutenant le 1er octobre 1890, puis lieutenant le 1er octobre 1892. En 1906, il est affecté au 74e régiment d'infanterie à Rouen où il est capitaine. Il demeure alors 8 rue de Bammeville à Rouen.
Il soutient devant l'Université de Bordeaux une thèse sur le Morvan, étude de géographie humaine. Cet ouvrage, publié en 1909, fut couronné en 1910 par le prix Audiffred de l'Académie des sciences morales et politiques et par la médaille d'argent du prix Charles Grad  de la Société de géographie de Paris. Membre actif de la Société normande de géographie, il en est le vice-président en 1911. Il collabore aux Annales de géographie de Paris.
Nommé chef de bataillon au 140e régiment d'infanterie territoriale pendant la Première Guerre mondiale, il se distingue sur le front de Nieuport et reçoit en 1915 la croix de chevalier de la Légion d'honneur. Il est ensuite attaché à l'armée américaine à Brest.
Pour son livre L'Industrie du fer en France, il reçoit en 1923 la médaille d'or du prix Louise Bourbonnaud de la Société de géographie.
Après la guerre, il est vice-président de la chambre syndicale des mines de fer de l'Ouest, président et administrateur délégué de la Société des mines de fer de Saint-Rémy (Calvados).
Il meurt d'une congestion pulmonaire à son domicile parisien, 3 rue Frédéric-Bastiat. Ses obsèques sont célébrées à l'église Saint-Philippe-du-Roule.

## Publications
- Notes de voyage (printemps 1907) : les troglodytes du Matmata, Rouen, Léon Gy, 1907.
- Notes sur la géographie économique du Chili, Rouen, Léon Gy, 1907.
- Le Morvan : étude de géographie humaine, Paris, A. Colin, 1909, 306 p.
- Les Régions de contact de la Picardie, du pays de Bray et de l'Île-de-France, Rouen, Léon Gy, 1909.
- « L'Accroissement du port de Rouen », Annales de géographie, no 105,‎ 1910, p. 271-273 (lire en ligne, consulté le 5 août 2018)
- « Les Ouvriers du coton dans la région de Rouen », Annales de géographie, 1911.
- « Rouen et la région rouennaise », Les Divisions régionales de la France, Paris, F. Alcan, 1913.
- Rouen : étude d’une agglomération urbaine, Paris, Armand Colin, 1913.
- L'Industrie du fer en France, Paris, Armand Colin, 1922 ; 1923, médaille d'or de la Société de géographie
- Caen : notes sur l'évolution de la fonction urbaine, Paris, Union des villes et communes de France, service des Éditions, 1923
- Rouen pendant la guerre, Paris : Les Presses universitaires de France ; New Haven : Yale University Press, 1926.

## Distinctions
- Chevalier de la Légion d'honneur (1915)[7]
- Croix de guerre 1914–1918